# Cristóbal Márquez Crespo
Cristóbal, właśc. Cristóbal Márquez Crespo (ur. 21 kwietnia 1984 w Madrycie) – hiszpański piłkarz, grający na pozycji centralnego pomocnika.

## Kariera klubowa
Rozpoczął karierę piłkarską w drużynie rezerw CD Leganés. Potem grał w UB Conquense, Reyes i Levante UD B. W 2008 przeszedł do pierwszoligowego klubu Villarreal CF. Najpierw bronił barw drugiej drużyny, a w 2010 debiutował w podstawowej jedenastce. Na początku 2011 został wypożyczony do Elche CF. W lipcu 2011 roku podpisał kontrakt z Karpatami Lwów. 28 stycznia 2012 ponownie został wypożyczony do Elche CF. 1 sierpnia 2013 kontrakt z Karpatami został anulowany, a klub został zobowiązany wypłacić piłkarzowi 600 tys. kompensacji. Potem wyjechał do Nowej Zelandii, gdzie występował w Auckland City FC. W styczniu 2014 przeniósł się do Olympiakosu Wolos, a w 2015 został zawodnikiem indonezyjskiego Mitra Kukar FC.